# Therianthropie
Therianthropie (von altgriechisch θηρίον therion „wildes Tier“ und ἄνθρωπος anthrōpos „Mensch“, auch Zooanthropie) bezeichnet in Mythologie, Kunst und Kultur die Vorstellung oder das Motiv der Verwandlung eines Menschen in ein Tier oder ein Mischwesen aus Mensch und Tier („Tiermensch“). Solche Verwandlungen sind nicht real, sondern finden sich als Erzählungen, Symbole oder psychologische Phänomene in verschiedenen Kulturen weltweit.

## Unterscheidung nach Tier
Die Wahl des Tieres hängt davon ab, welchen Tieren in der jeweiligen Kultur Bedeutung zugesprochen wird. Eine bekannte Form der Therianthropie ist die vermeintliche Verwandlung in einen Werwolf, auch als Lykanthropie bekannt. Dieser Begriff wird in englischsprachigen Veröffentlichungen häufig auch auf andere Tiere ausgedehnt und damit gleichbedeutend zu Therianthropie verwendet. Weniger bekannt ist die Kynanthropie (Verwandlung in einen Hund, bei unvollständiger Verwandlung in einen Kynokephalen), die Ailuranthropie oder Galeanthropie, also Verwandlung in eine Werkatze, die Boanthropie (Verwandlung in ein Rind), die Tigroanthropie oder Tigranthropie (Verwandlung in einen Tiger) und die Alopekanthropie (Verwandlung in einen Fuchs).

## Archäologie und Kunstgeschichte
Mensch-Tier-Mischwesen in prähistorischen Darstellungen – wie beispielsweise in Höhlenmalereien in der Drei-Brüder-Höhle in Südfrankreich– werden in der Archäologie und Kunstgeschichte bisweilen als Therianthropen bezeichnet. Dass es sich um Verwandlungsdarstellungen handelt, ist jedoch nur eine mögliche Interpretation dieser Werke. Das Adjektiv therianthropisch wird insbesondere in ikonographischen Zusammenhängen auch generell für Abbildungen mit einer Mischung aus menschlichen (anthropomorphen) und tierischen (zoomorphen) Elementen verwendet. Die Kombination aus menschlichem Körper und Tierkopf lässt sich präziser als Tierköpfigkeit oder Theriokephalie benennen.

## Geschichte
Im Rahmen der Hexenverfolgungen der frühen Neuzeit wurden mehrfach Personen der Lykanthropie oder Verwandlung in ein wildes Tier angeklagt, unter anderem in Schottland.
Der Begriff Therianthropie selbst ist im Deutschen mindestens seit dem späten 19. Jahrhundert bekannt.
Von der Therian-Subkultur wurde die englische Bezeichnung therianthropy in den 1990er Jahren übernommen und zunächst in Online-Foren genutzt, um Personen zu beschreiben, die sich als Werwolf fühlen. Größere Verbreitung fand der Begriff erst in den 2010er Jahren, nachdem er von unterschiedlichen Personen adaptiert wurde, die sich selbst als nichtmenschlich – meist als reales Tier, teils aber auch als fiktionales Wesen wie etwa ein Vampir – identifizierten und einzelne Forschungsartikel dazu erschienen waren. Mit Beginn des Jahres 2021 entwickelte sich, vor allem durch Social-Media-Plattformen wie TikTok, ein Trend, der zur bislang weitreichendsten Verbreitung des Begriffs (vor allem in der Kurzform therian) führte.

## Literatur und Film

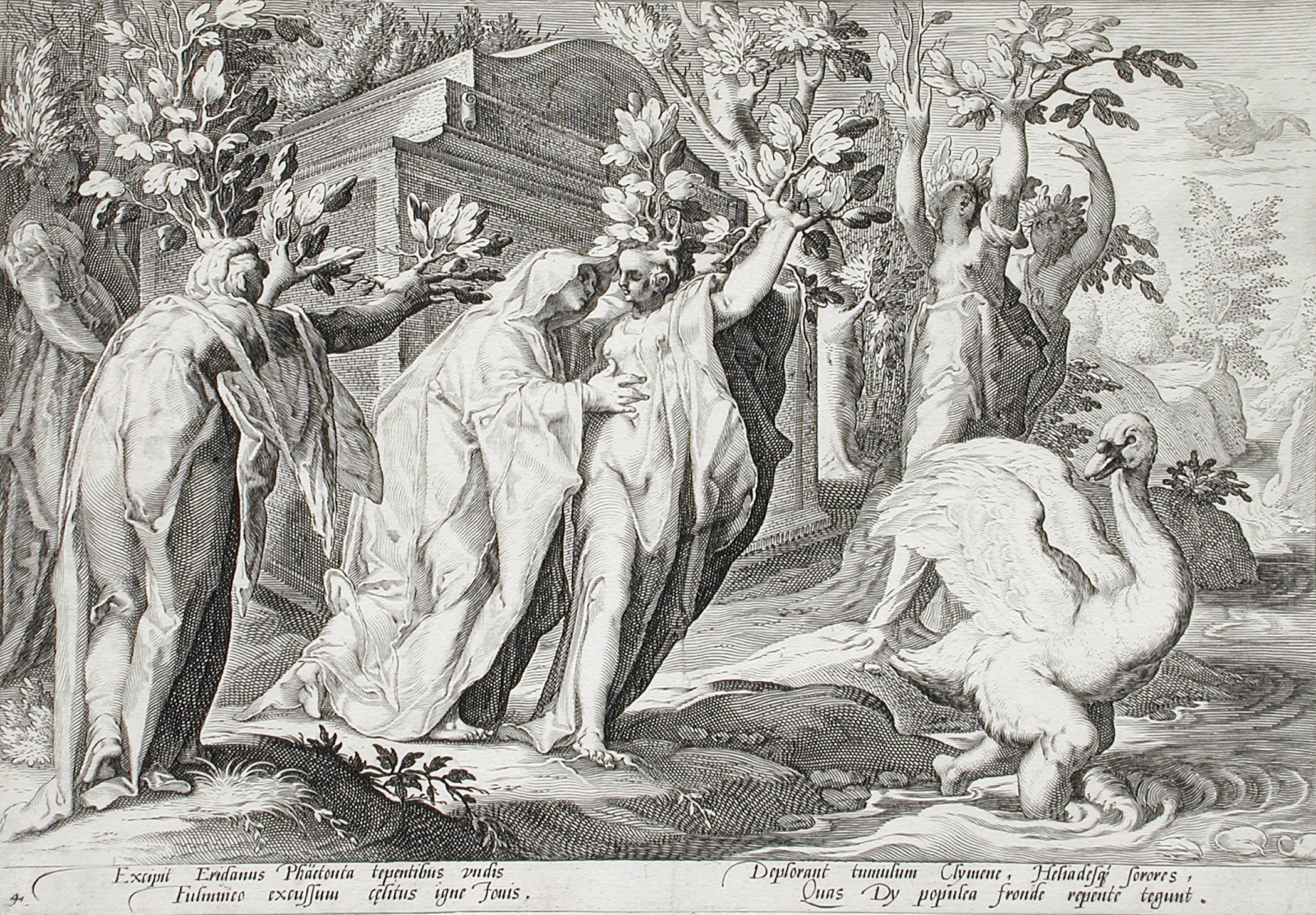
Cygnus (rechts) wird in einen Schwan verwandelt, wie von Ovid in den Metamorphoses beschrieben (Kupferstich von Hendrick Goltzius, 1590)